# Herz Jesu (Schierschwende)

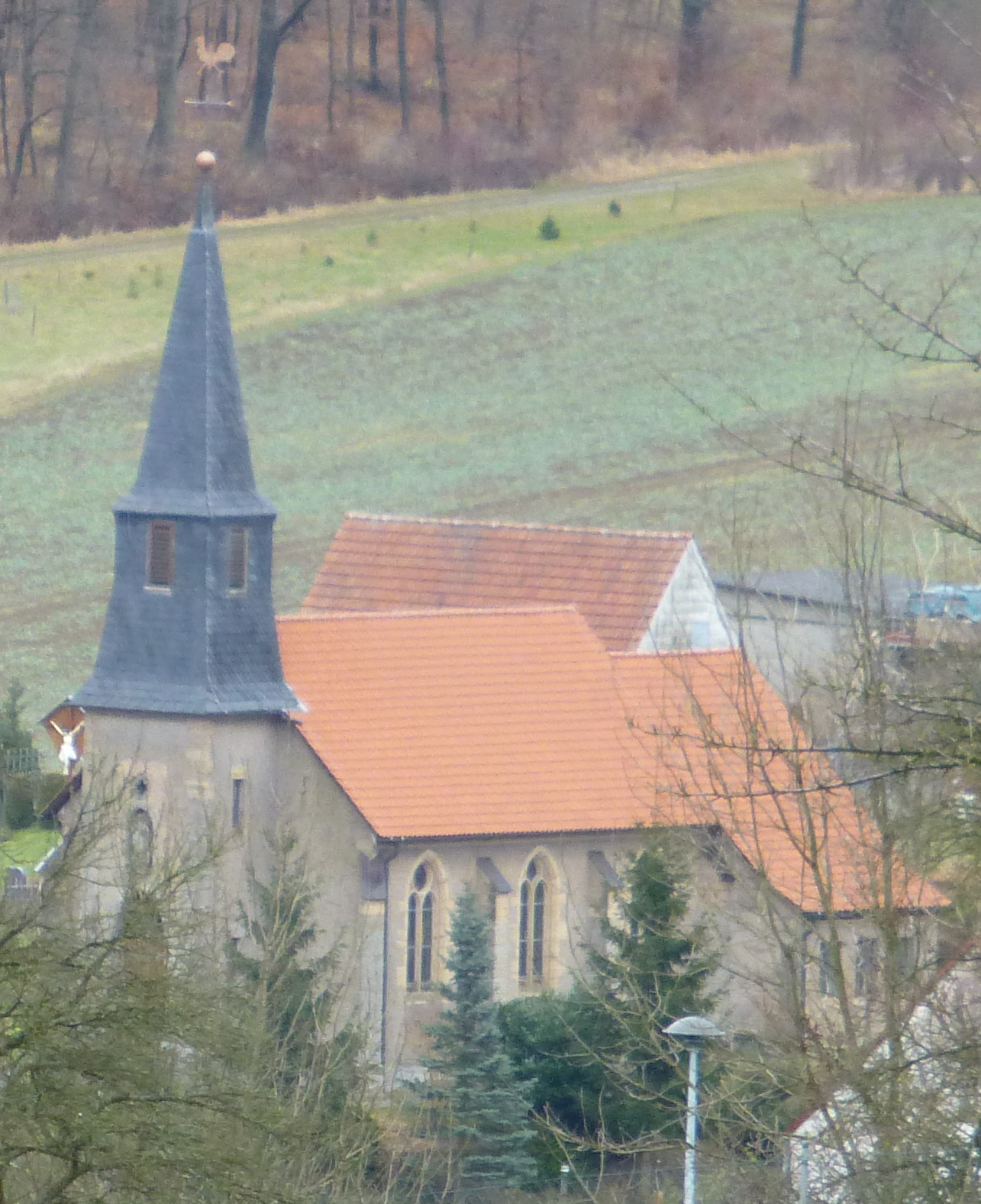
Herz-Jesu-Kirche

Die römisch-katholische Filialkirche Herz Jesu steht in Schierschwende, einem Ortsteil der Landgemeinde Südeichsfeld im Unstrut-Hainich-Kreis in Thüringen. Sie ist Filialkirche der Pfarrei St. Cyriakus Heyerode im Dekanat Dingelstädt des Bistums Erfurt. Sie trägt das Patrozinium Heiligstes Herz Jesu.

## Geschichte
Der seit der Reformationszeit evangelische Ort Schierschwende gehörte zur Pfarrei in Falken. Im 19. Jahrhundert kam es zur Abnahme der evangelischen Einwohner und gleichzeitigen Zuwanderung aus den katholischen Nachbardörfern des Eichsfeldes.  Diese besuchten die Messe in Wendehausen, die evangelischen Bewohner gingen weiterhin nach Falken zur Kirche. Ende des 19. Jahrhunderts stellten die Katholiken die Mehrheit im Ort und planten deshalb den Bau einer Kirche.
Die erhöht gelegene Saalkirche wurde von 1897 bis 1899 aus Backsteinen errichtet.
Die Kirche wurde von 1969 bis 1971 renoviert und erhielt eine neue Kirchenausstattung.

## Architektur
Das mit einem Satteldach bedeckte Langhaus über drei Fensterachsen hat im Osten einen nach Süden versetzten Anbau, der ebenfalls mit einem Satteldach bedeckt ist, das mit dem des Langhauses ineinander übergeht. Die Längsseiten des Langhauses werden durch Strebepfeiler verstärkt. Der Kirchturm im Westen auf quadratischem Grundriss, der das Portal beherbergt, ist mit einem schiefergedeckten, zweistufigen Helm bedeckt, der von einer Turmkugel mit darauf sitzendem Wetterhahn bekrönt ist. Im unteren Teil befindet sich hinter den Klangarkaden der Glockenstuhl. Der Innenraum öffnet sich zum verschalten Sprengwerkdachstuhl, allerdings nicht bis zum Dachfirst, sondern nur bis zu den Querbalken. Eine Empore befindet sich nur im Westen für die Orgel.

## Ausstattung
Das Ölgemälde an der Altarwand im Chor, welches das Herz Jesu darstellt, war ursprünglich eine Leihgabe der Erfurter Allerheiligenkirche.